# Georgia May Jagger
Pour les articles homonymes, voir Jagger.
Georgia May Jagger, née le 12 janvier 1992 à Londres, est un mannequin anglo-américain. Elle est la fille de Mick Jagger, chanteur du groupe The Rolling Stones, et de la mannequin Jerry Hall.

## Biographie
Née à Londres, elle est la troisième des quatre enfants de Mick Jagger et de Jerry Hall, avec pour frères et sœurs Elizabeth Jagger, James Jagger et Gabriel Jagger. Elle a quatre demi-frères et sœurs : Karis Jagger (Mick Jagger avec Marsha Hunt), Jade Jagger (Mick Jagger avec Bianca Jagger), Lucas Jagger (Mick Jagger avec Luciana Gimenez Morad), Deveraux Octavian Basil Jagger (Mick Jagger avec Melanie Hamrick).
Repérée par les agents de sa mère et de sa sœur, elle fait ses débuts comme mannequin : elle réalise ses premières séries à quinze ans et se trouve en couverture du British Vogue deux ans plus tard. Elle signe un contrat en 2008 avec l'agence française Elite, puis avec l'agence Tess Management. Elle pose au cours de sa carrière entre autres pour Chanel, Calvin Klein, Just Cavalli, H & M, Miu Miu, Versace ou Vivienne Westwood, et pour les principaux magazines de mode mondiaux avec des photographes comme Mario Sorrenti, Patrick Demarchelier, ou Terry Richardson. En 2009 elle est élue Mannequin de l'année aux British Fashion Awards et devient l'égérie des cosmétiques Rimmel pour plusieurs années.
En 2012, elle participe au défilé de clôture des Jeux olympiques de Londres avec d'autres mannequins anglais tels que Naomi Campbell ou Kate Moss. En 2013, elle est en couverture et pose dans le second numéro de la nouvelle version du magazine français Lui.
Elle devient l'égérie de Minelli, marque pour laquelle elle réalisera une collection capsule, puis de l'entreprise Thierry Mugler pour son parfum Angel.

## Galerie

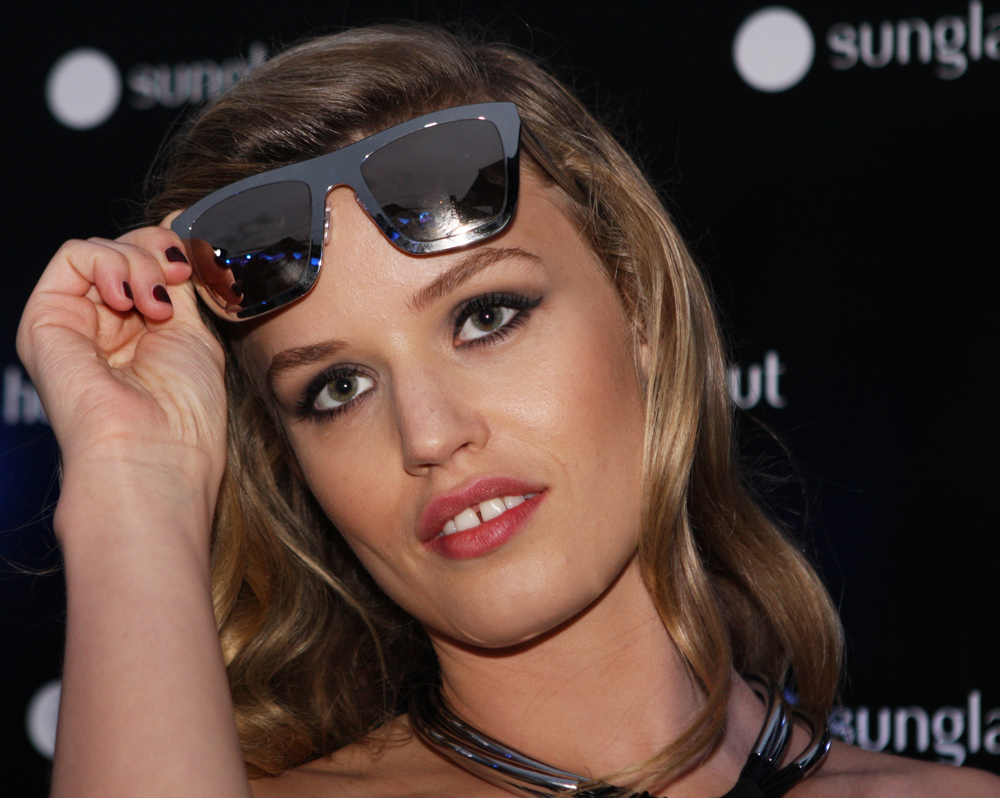
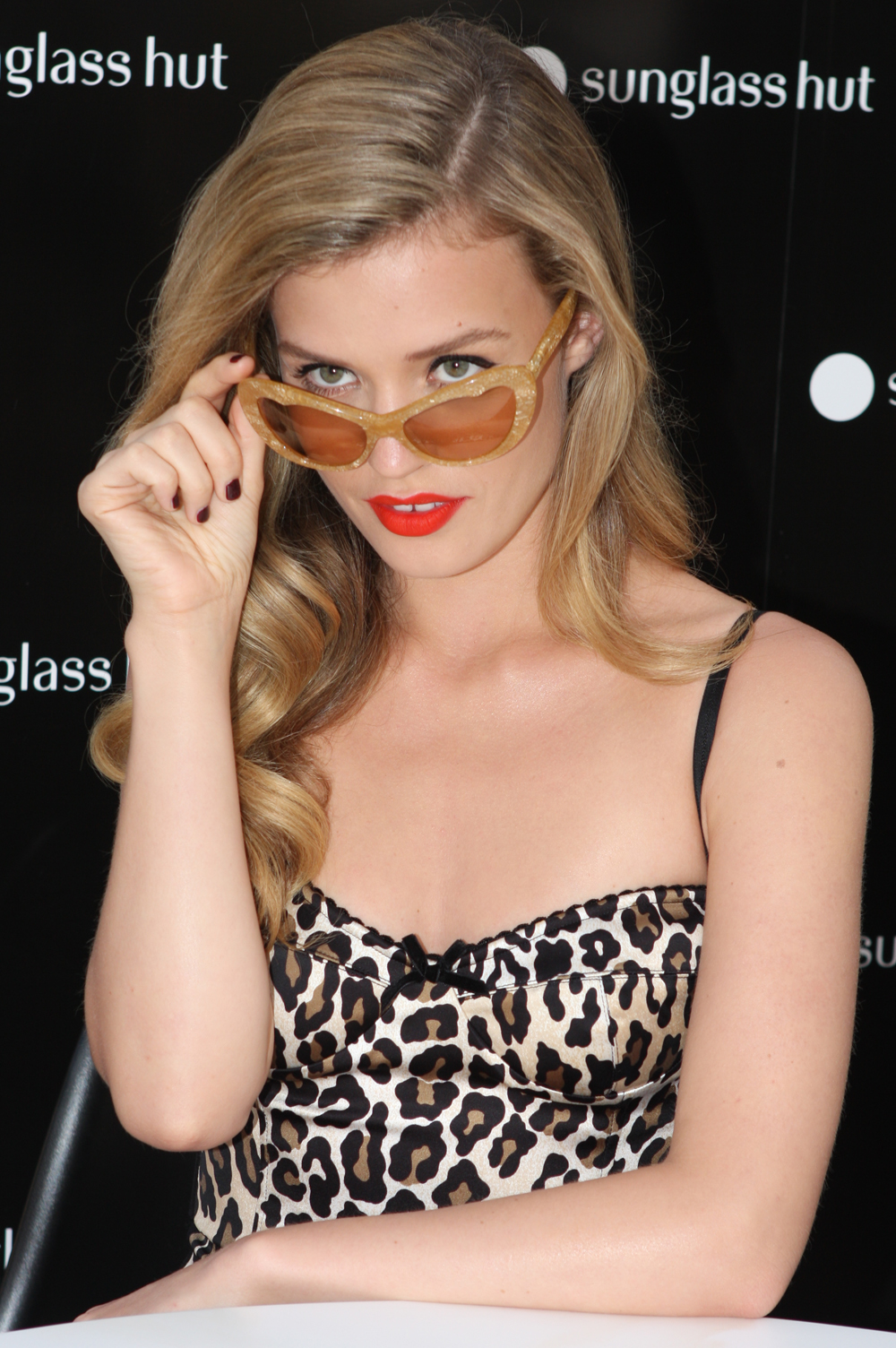
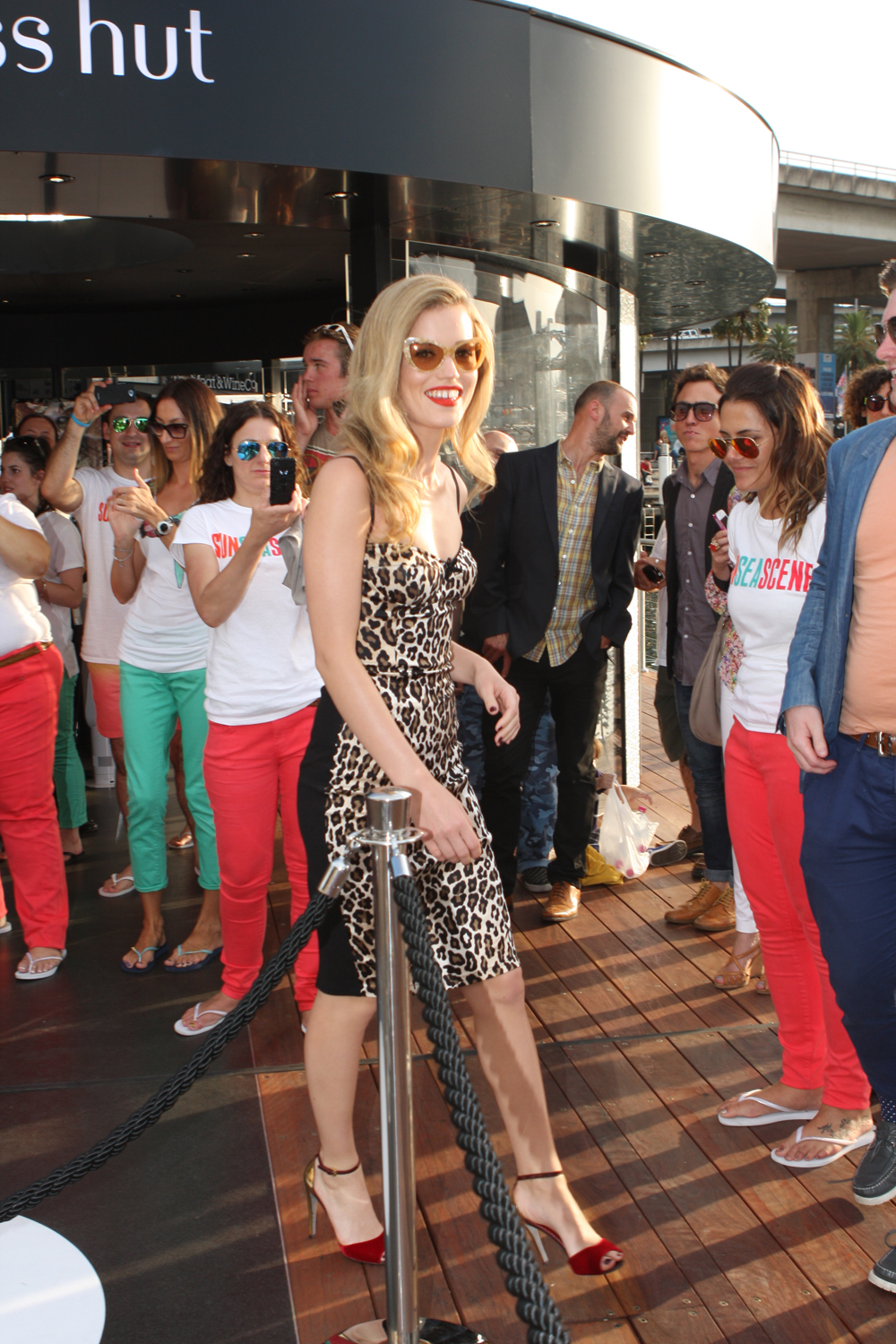
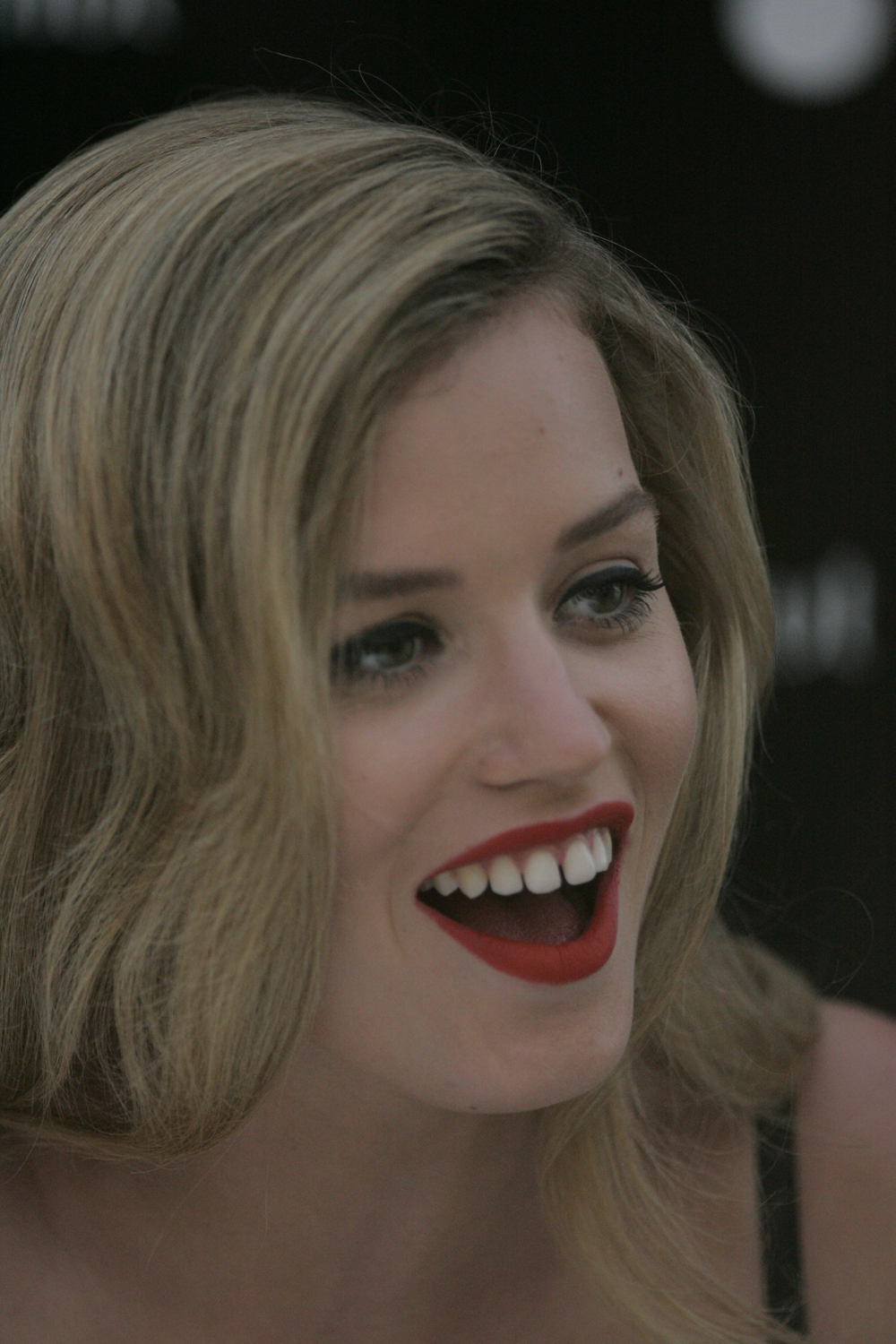